# Scarecrow (альбом)
Scarecrow — девятый студийный альбом американского кантри-певца Гарта Брукса, выпущенный 13 ноября 2001 года. Диск дебютировал на первом месте американского хит-парада Billboard 200 (8-й раз в карьере Брукса), а также возглавил кантри-чарт Top Country Albums (11-й раз). По итогам года диск стал вторым лучшим кантри-альбомом года в США (Country Albums Year End) и 13-м лучшим диском в общем итоговом хит-параде альбомов года в США. В итоге он был сертифицирован как 5-кр. платиновый Американской ассоциацией звукозаписывающих компаний (RIAA) в США и назван альбомом-бестселлером 2002 года Канадской ассоциацией кантри-музыки (Canadian Country Music Association Awards), став платиновым в Канаде.

## Список композиций
1. «Why Ain’t I Running» (Kent Blazy, Tony Arata, Garth Brooks) — 4:32
2. «Beer Run (B Double E Double Are You In?)» (Kim Williams, Amanda Williams, Keith Anderson, George Ducas, Blazy) — 2:28
  - дуэт с Джорджем Джонсом
3. «Wrapped Up in You» (Wayne Kirkpatrick) — 4:42
4. «The Storm» (Blazy, K. Williams, Brooks) — 4:37
5. «Thicker Than Blood» (Jenny Yates, Brooks) — 2:53
6. «Big Money» (Shawn Camp, Randy Hardison, Wynn Varble) — 3:59
7. «Squeeze Me In» (Delbert McClinton, Gary Nicholson) — 3:30
  - дуэт с Тришой Йервуд
8. «Mr. Midnight» (J.R. Cobb, Buddy Buie, Tom Douglas) — 4:03
9. «Pushing Up Daisies» (John Hadley, Kevin Welch, Gary Scruggs) — 4:18
10. «Rodeo or Mexico» (Bryan Kennedy, Paul Kennerley, Brooks) — 4:22
11. «Don’t Cross the River» (Dan Peek) — 4:05
12. «When You Come Back to Me Again» (тема к фильму Frequency) (Yates, Brooks) — 4:44

## Участники записи
По материалам буклета CD:
- ударные и перкуссия: Milton Sledge («Wrapped Up In You»: Sam Bacco; «Thicker Than Blood», «Squeeze Me In» и «Don’t Cross The River» Percussion: Sam Bacco; «Rodeo or Mexico» Additional Percussion: Sam Bacco)
- бас-гитара: Mike Chapman («Wrapped Up In You»: Jimmie Lee Sloas)
- акустическая гитара: Mark Casstevens («Wrapped Up In You»: Wayne Kirkpatrick, «Don’t Cross The River»: Pat Flynn)
- электрогитара: Chris Leuzinger
- слайд-гитара: Bruce Bouton
- скрипка: Rob Hajacos («Wrapped Up In You» и «Don’t Cross The River»: Jimmy Mattingly)
- клавишные: Bobby Wood
- аккордеон: Joey Miskulin
- гармоника: Terry McMillan
- банджо: Béla Fleck
- мандолина: Sam Bush
- добро: Jerry Douglas

## Позиции в чартах
Scarecrow дебютировал на № #1 oв США (Billboard 200), став там 8-м чарттоппером Брукса, а также возглавил Top Country Albums, став там 11-м лидером кантри-чарта. В январе 2006 года диск Scarecrow был сертифицирован 5-кр. платиновым Американской ассоциацией звукозаписывающих компаний (RIAA) в США.
| Чарты (1991)                      | Высшая позиция |
| --------------------------------- | -------------- |
| Canadian Albums Chart             | 4              |
| U.S. Billboard 200                | 1              |
| U.S. Billboard Top Country Albums | 1              |

| Регион | Провайдер | Сертификация | ПРодажи    |
| ------ | --------- | ------------ | ---------- |
| Канада | CRIA      | Platinum     | 100,000    |
| США    | RIAA      | 5x Platinum  | 5,000,000  |
| В мире |           |              | 11 000 000 |